# Cour des Trois-Frères
La cour des Trois-Frères est une voie du 11e arrondissement de Paris, en France.

## Situation et accès
La cour des Trois-Frères est une voie située dans le 11e arrondissement de Paris. Elle débute au 81-83, rue du Faubourg-Saint-Antoine et se termine en impasse.

## Origine du nom
Son nom lui fut donné par le propriétaire du terrain, M. Viguès, qui avait trois fils.

## Historique
Cette cour fut ouverte en 1855 ; elle abritait des ateliers d'ébénistes. À noter qu'il existe une impasse des Trois-Sœurs, également dans le 11e arrondissement. 

## Bâtiments remarquables et lieux de mémoire
- Tout en longueur, la cour est, de manière originale, recouverte de verrières qui la jalonnent par intermittence. Ces verrières renforcent l'authenticité d'un lieu qui a vu défiler des générations d'ébénistes pendant trois siècles. Restée encore aujourd'hui très industrieuse, la cour comprend un nombre important d'ateliers qui donnent une occasion de découvrir les gestes traditionnels des ébénistes et des décorateurs.
- En 1987, Roman Polanski y tourne une scène du film Frantic avec Harrison Ford[2].

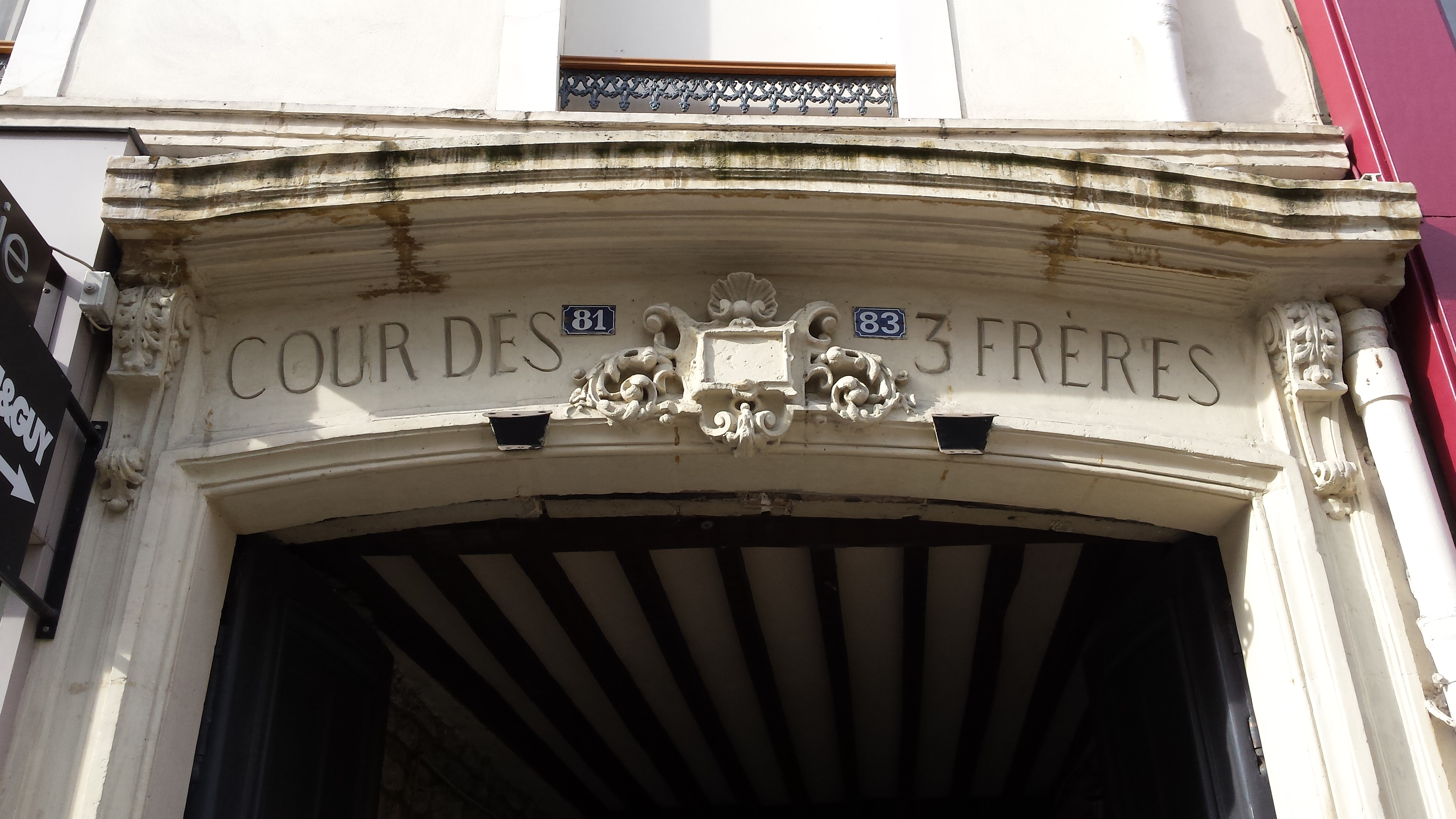
Fronton de l'entrée de la cour des Trois-Frères.
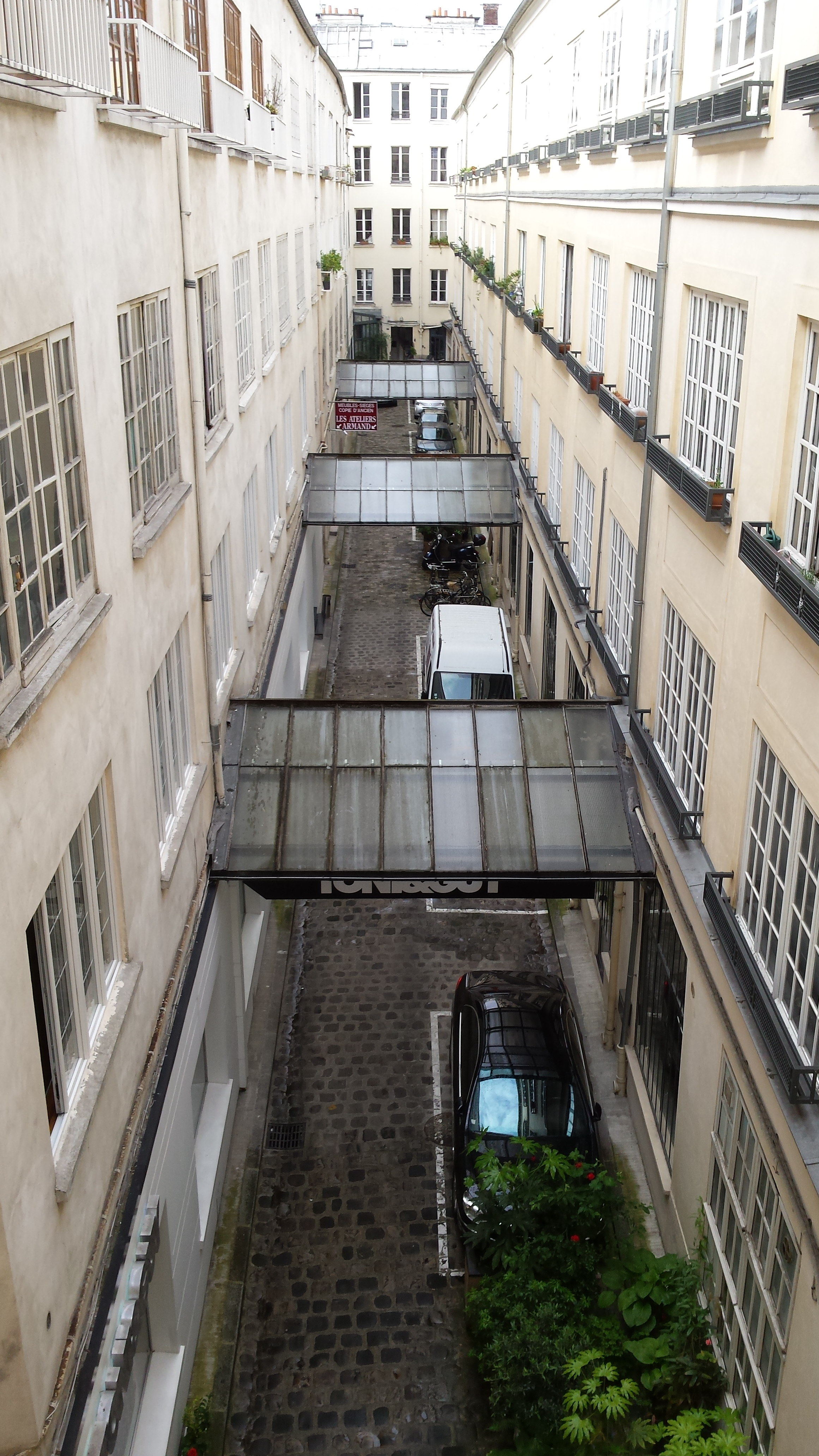
Vue de la cour depuis un appartement donnant sur la rue du Faubourg-Saint-Antoine.
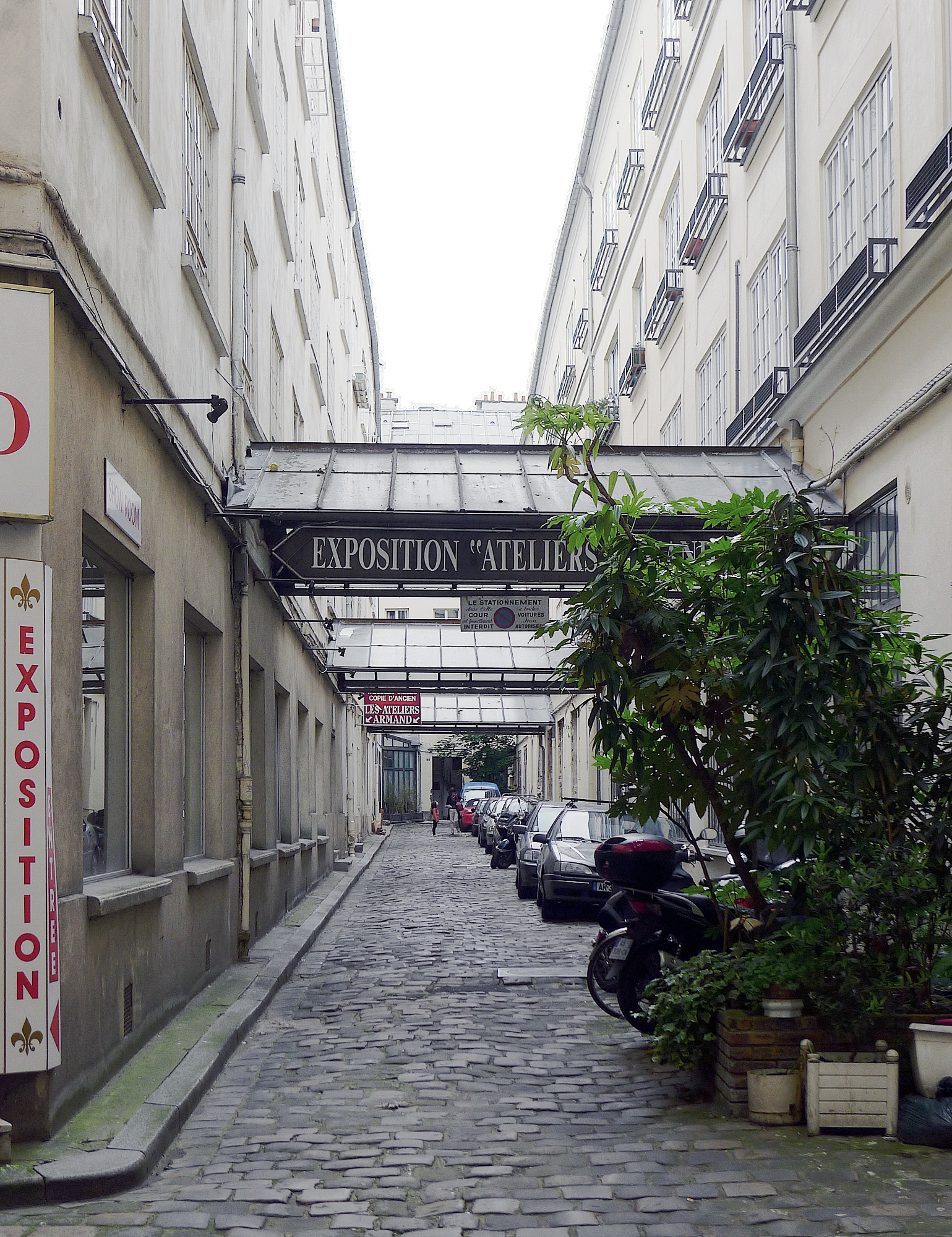
Vue de la cour depuis le sol.